# Холокост в Мядельском районе
Холокост в Мя́дельском районе — систематическое преследование и уничтожение евреев на территории Мядельского района Минской области оккупационными властями нацистской Германии и коллаборационистами в 1941—1944 годах во время Второй мировой войны, в рамках политики «Окончательного решения еврейского вопроса» — составная часть Холокоста в Белоруссии и Катастрофы европейского еврейства.

## Геноцид евреев в районе
Мядельский район был полностью оккупирован немецкими войсками в начале июля 1941 года, и оккупация продлилась три года — до июля 1944 года. Нацисты включили территорию Мядельского района в состав рейхскомиссариата «Остланд», причем западная часть района административно была отнесена к Вилейскому гебитскомиссариату генерального округа Литва, а восточная вошла в состав генерального округа Белорутения.
Вся полнота власти в районе принадлежала зондерфюреру — немецкому шефу района, который подчинялся руководителю округи — гебитскомиссару. Во всех крупных деревнях района были созданы районные (волостные) управы и полицейские гарнизоны из белорусских, польских и литовских коллаборационистов.
Для осуществления политики геноцида и проведения карательных операций сразу вслед за войсками в район прибыли карательные подразделения войск СС, айнзатцгруппы, зондеркоманды, тайная полевая полиция (ГФП), полиция безопасности и СД, жандармерия и гестапо.
Одновременно с оккупацией нацисты и их приспешники начали поголовное уничтожение евреев. «Акции» (таким эвфемизмом гитлеровцы называли организованные ими массовые убийства) повторялись множество раз во многих местах. В тех населенных пунктах, где евреев убили не сразу, их содержали в условиях гетто вплоть до полного уничтожения, используя на тяжелых и грязных принудительных работах, от чего многие узники умерли от непосильных нагрузок в условиях постоянного голода и отсутствия медицинской помощи. Например, в апреле 1942 года занятые на принудительных работах евреи Мядельского района должны были получать суточный паёк, состоящий только из 100 граммов хлеба и 75 граммов муки, но и это часто не выполнялось. Крупа, мясо, жиры и овощи по оккупационным законам евреям не полагались.
За время оккупации практически все евреи Мядельского района были убиты, а немногие спасшиеся в большинстве воевали впоследствии в партизанских отрядах.

## Гетто

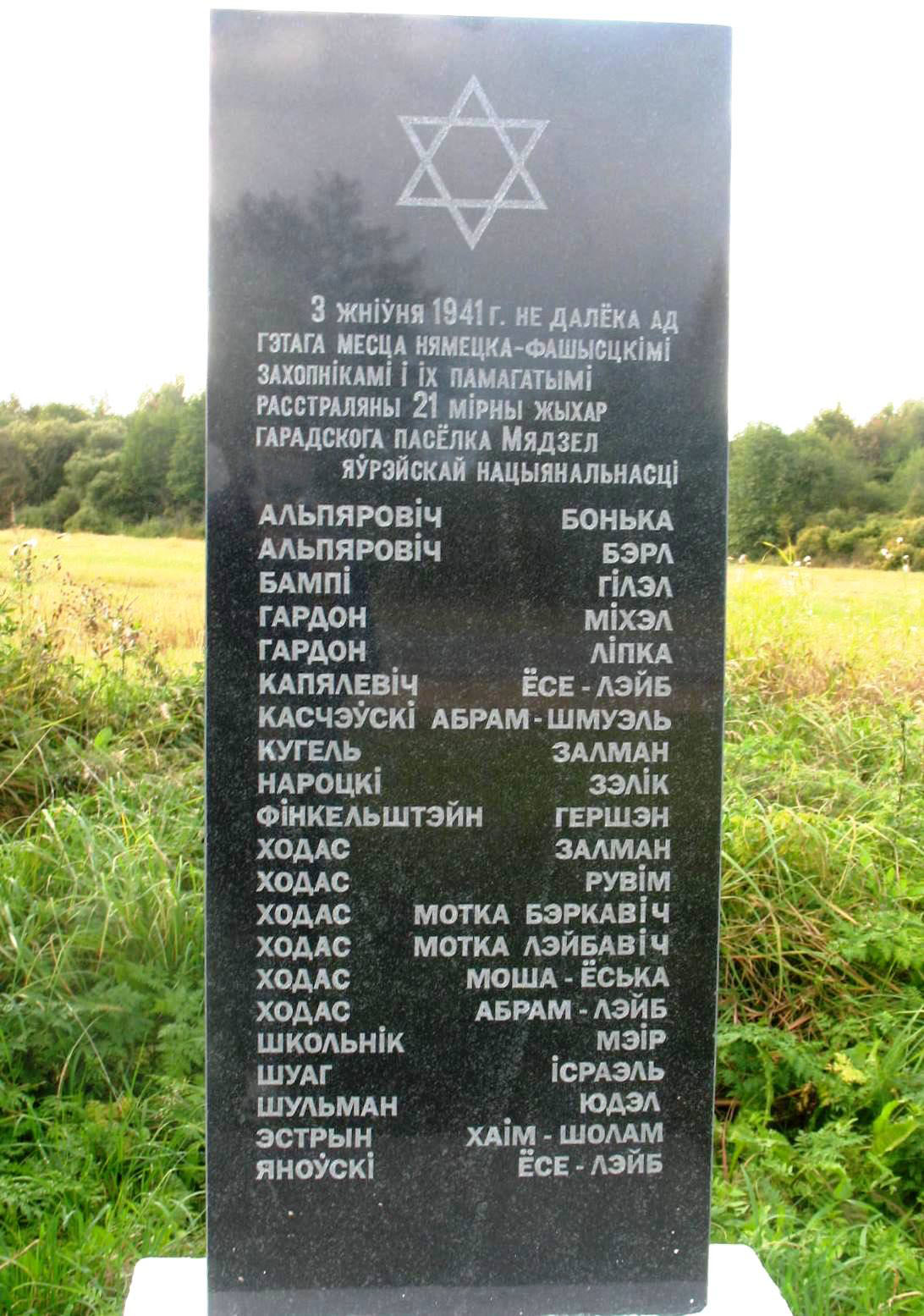
Памятник евреям Мяделя, убитым в 1941 году

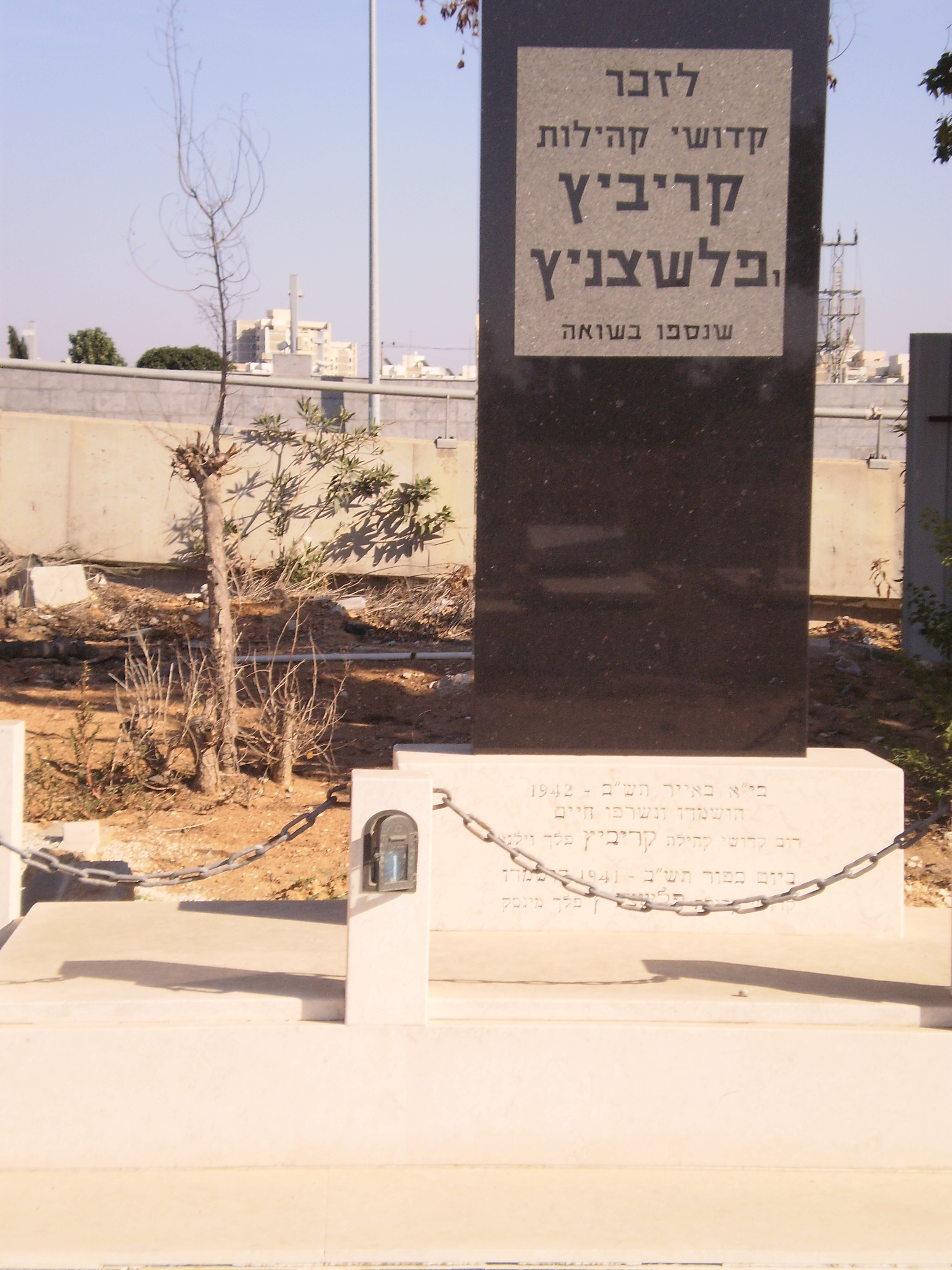
Памятник евреям Кривичей и Плещениц на мемориальном кладбище в Холоне

Оккупационные власти под страхом смерти запретили евреям снимать желтые латы или шестиконечные звезды (опознавательные знаки на верхней одежде), выходить из гетто без специального разрешения, менять место проживания и квартиру внутри гетто, ходить по тротуарам, пользоваться общественным транспортом, находиться на территории парков и общественных мест, посещать школы.
Немцы, реализуя нацистскую программу уничтожения евреев, создали на территории района 5 гетто.
- В гетто в Кобыльнике (Нарочи) (август 1941 — 21 сентября 1942) были убиты около 200 евреев.
- В гетто в Кривичах (1941 — 13 сентября 1942) были убиты около 500 евреев.
- В гетто в Мяделе (лето 1941 — 21 сентября 1942) были убиты более 100 евреев.

### Будслав
Оккупация деревни Будслав длилась с июня 1941 года до 2 (4) июля 1944 года. Нацисты создали в деревне гетто.
По данным комиссии ЧГК, 25 августа 1941 года немецкие солдаты под руководством офицеров (майор Титу Фриц, оберлейтенант авиации Бирк, начальник аэродрома полковник Трошник, оберлейтенант Экибрехт Гофман) и при участии полицейских — жителей Будслава Эдвардом Косачом, Ляшкевичем и Головацким, расстреляли 50 евреев, в том числе детей, женщин и стариков, и закопали убитых на огороде местной жительницы Гришкевич Софьи Ивановны.
Осенью 1941 года 300 (200, 360) евреев из гетто отвели за католическое кладбище и расстреляли. Специалистов-ремесленников — портных, сапожников, аптекарей и других (всего более 70 человек) собрали 26 сентября 1942 года, согнали на огород в центре деревни по улице Зелёной у аптеки, заставили всех раздеться и расстреляли. Стреляли даже из окон дома напротив, упражняясь в точности стрельбы. Местным белорусам приказали засыпать яму.
Один памятник погибшим евреям установлен недалеко от католического кладбища. По отдельным свидетельствам, в 1950-е годы его установил Левитан Шмуэль, сумевший сбежать из гетто, но потерявший там семью. Второй памятник находится около бывшей аптеки по улице Зелёной. На нём не упомянуто, что это место массового расстрела и что здесь были убиты более 70 евреев. Ранее на этом месте с 1947 года стоял другой памятник, на котором было написано про 74 убитых. В 2020 году оба памятника были заменены на новые.
Опубликованы неполные списки убитых в Будславе евреев.

### Свирь
Поселок Свирь был захвачен немецкими войсками 25 июня 1941 года, и оккупация продлилась до 6 июля 1944 года.
29 июля 1941 года евреев под страхом смерти обязали нашить на верхнюю одежду жёлтые звезды. В сентябре 1941 года в местечке был создан юденрат во главе с Хаимом Резником, в ноябре — гетто возле озера Свирь, огороженное колючей проволокой, куда согнали около 1500 узников. Литовские полицейские выманивали драгоценности у евреев различными способами. В феврале 1942 около 250 евреев были депортированы в рабочий лагерь в деревню Жирмуны. В августе 1942 года почти все оставшиеся евреи Свири были депортированы в гетто в местечко Михалишки и впоследствии убиты в Понарских лесах под Вильнюсом.
Опубликованы неполные списки убитых в Свири евреев — около 700 человек.

## Случаи спасения и «Праведники народов мира»
В Мядельском районе 6 человек были удостоены почетного звания «Праведник народов мира» от израильского мемориального института «Яд Вашем» «в знак глубочайшей признательности за помощь, оказанную еврейскому народу в годы Второй мировой войны»
- Валай Иван — за спасение семьи Фридманов и Кравчинского Эфраима в Нарочи[27].
- Желубовский Адольф — за спасение семьи Фридманов в Нарочи[28].
- Тункевич Иозеф — за спасение Чернецкого Ицхака и Каплана Шауля в Нарочи[29].
- Шаранговичи Иван, Павлина и Владимир — ими были спасены 14 евреев в деревне Узла[30].

Люциан Хмелёвец — настоятель прихода в деревне Константиново Свирского сельсовета, 4 июля 1941 года подписал с немецким комендантом в Свири договор о своей персональной ответственности, чем спас от расстрела 16 человек. Среди спасенных были и 4 еврея — Афрей Израилевич, Мирон Мордохович, Лойка Свирский и Сайка Свирская.

## Память
Памятники жертвам геноцида евреев в районе установлены в Будславе (2), Кривичах, Мяделе (2) и в Нарочи. Памятник убитым евреям Кривичей установлен также на мемориальном кладбище в Холоне.
Опубликованы неполные списки убитых в Мядельском районе евреев.